# العلاقات السنغالية التونسية
العلاقات السنغالية التونسية هي العلاقات الثنائية التي تجمع بين السنغال وتونس.

## مقارنة بين البلدين
هذه مقارنة عامة ومرجعية للدولتين:
| وجه المقارنة                                              | السنغال                                              | تونس                                       |
| --------------------------------------------------------- | ---------------------------------------------------- | ------------------------------------------ |
| المساحة (كم2)                                             | 196.72 ألف                                           | 163.61 ألف                                 |
| عدد السكان (نسمة)                                         | 15.85 مليون                                          | 11.53 مليون                                |
| الكثافة السكانية (ن./كم²)                                 | 80.57                                                | 70.47                                      |
| العاصمة                                                   | داكار                                                | تونس                                       |
| اللغة الرسمية                                             | لغة فرنسية، اللغة الولوفية، باديارا ‏، اللغة البلنتية | اللغة العربية                              |
| العملة                                                    | فرنك غرب أفريقي                                      | دينار تونسي                                |
| الناتج المحلي الإجمالي (بليون دولار)                      | 16.37 مليار                                          | 40.26 مليار                                |
| الناتج المحلي الإجمالي (تعادل القوة الشرائية) بليون دولار | 36.62 مليار                                          | 129.05 مليار                               |
| الناتج المحلي الإجمالي الاسمي للفرد دولار أمريكي          | 899                                                  | 3.87 ألف                                   |
| الناتج المحلي الإجمالي للفرد دولار أمريكي                 | 2.33 ألف                                             | 11.44 ألف                                  |
| مؤشر التنمية البشرية                                      | 0.466                                                | 0.721                                      |
| رمز المكالمات الدولي                                      | +221                                                 | +216                                       |
| رمز الإنترنت                                              | .sn                                                  | .tn                                        |
| المنطقة الزمنية                                           | 00                                                   | ت ع م+01:00، توقيت وسط أوروبا، ت ع م+02:00 |

## مدن متوأمة
في ما يلي قائمة باتفاقيات التوأمة بين مدن سنغالية وتونسية:
- ترتبط داكار مع صفاقس باتفاقية توأمة منذ 23 أبريل 1974.

## منظمات دولية مشتركة
يشترك البلدان في عضوية مجموعة من المنظمات الدولية، منها:
| علم المنظمة | اسم المنظمة                                                | تاريخ انضمام السنغال | تاريخ انضمام تونس |
| ----------- | ---------------------------------------------------------- | -------------------- | ----------------- |
|             | منظمة التجارة العالمية                                     | ?                    | ?                 |
|             | الاتحاد الأفريقي                                           | ?                    | ?                 |
|             | الاتحاد البريدي العالمي                                    | ?                    | ?                 |
|             | يونسكو                                                     | 10 نوفمبر 1960       | 8 نوفمبر 1956     |
|             | الفريق المعني برصد الأرض                                   | ?                    | ?                 |
|             | مؤسسة التمويل الدولية                                      | 31 أغسطس 1962        | 25 يوليو 1962     |
|             | منظمة التعاون الإسلامي                                     | ?                    | ?                 |
|             | المركز الدولي لتسوية المنازعات الاستشارية                  | 21 مايو 1967         | 14 أكتوبر 1966    |
|             | منظمة حظر الأسلحة الكيميائية                               | ?                    | ?                 |
|             | مؤسسة التنمية الدولية                                      | 31 أغسطس 1962        | 30 ديسمبر 1960    |
|             | وكالة ضمان الاستثمار متعدد الأطراف                         | 12 أبريل 1988        | 7 يونيو 1988      |
|             | الاتحاد الدولي للاتصالات                                   | 15 نوفمبر 1960       | 14 ديسمبر 1956    |
|             | منظمة الشرطة الجنائية الدولية                              | ?                    | ?                 |
|             | الأمم المتحدة                                              | 28 سبتمبر 1960       | 12 نوفمبر 1956    |
|             | البنك الدولي للإنشاء والتعمير                              | 31 أغسطس 1962        | 14 أبريل 1958     |
|             | البنك الإفريقي للتنمية                                     | ?                    | ?                 |
|             | العملية المشتركة للاتحاد الأفريقي والأمم المتحدة في دارفور | ?                    | ?                 |

## أعلام
هذه قائمة لبعض الشخصيات التي تربطها علاقات بالبلدين:
- حاتم بن سالم (سياسي من تونس، 8 فبراير 1956 – )

## وصلات خارجية
- موقع وزارة الخارجية السنغالية
- موقع وزارة الخارجية التونسية